# 旧宾兴祠
旧宾兴祠，位于中国广东省湛江市雷州市雷城镇柳絮东巷，为湛江市雷州市的一个市级文物保护单位，类型为古建筑，公布时间为1983年6月21日。
旧宾兴祠的历史年代为清代。